# Mouse Trap
Pour l’article homonyme, voir Mouse Trap (jeu de société).
Mouse Trap est un jeu vidéo développé par Exidy, sorti en 1981 sur borne d'arcade,. Il est, par certains aspects, assez similaire à Pac-Man.

## Système de jeu
Le joueur dirige une souris dans un labyrinthe dans le but de manger tous les morceaux de fromage du niveau. Ses ennemis sont des chats et des faucons. La souris peut collecter des os qui lui permettent, à tout moment, de se transformer en chien quelques instants et de chasser les chats.
Le joueur dispose de quatre boutons en plus du joystick directionnel. Le premier bouton permet au joueur de se transformer en chien s’il possède, au moins, un os. Les trois autres permettent au joueur de fermer ou d'ouvrir, à tout moment, les portes jaunes, rouges et bleues et ainsi de bloquer ou emprisonner les chats en transformant l'apparence du labyrinthe.
Régulièrement, un faucon apparait sur l'écran et essaie d'attraper le joueur, aussi bien en souris qu'en chien. Le seul moyen de le faire fuir est de passer au milieu de l'écran par un passage, noté IN, et ainsi de le désorienter. Ce passage vous transporte dans un des quatre coins de l'écran.
Enfin, différents bonus apparaissent à divers endroits de l'écran et permettent d'obtenir des points supplémentaires.

## Adaptations
Le jeu est adapté par Coleco sur les consoles Atari 2600, Colecovision et Intellivision en 1982,.